# کریس هاروپ
کریس هاروپ (انگلیسی: Kerys Harrop؛ زادهٔ ۳ دسامبر ۱۹۹۰) بازیکن سابق فوتبال اهل انگلستان است.
وی همچنین در تیم‌های ملی فوتبال زیر ۱۹ سال زنان انگلستان و ۲۰ سال زنان انگلستان بازی کرده است.